# Népszabadság
 Népszabadság (pronunciado: [ˈneːpsɒbɒtʃaːɡ]) cujo nome que significa «A Liberdade do Povo», foi um jornal de esquerda  húngaro, fundado em 2 de novembro de 1956, com maior tiragem no país.  O diário social-democrata anunciou, dia 8 de outubro de 2016, a suspensão da publicação da edição em papel e do seu site na Internet.